# Hans Simmel

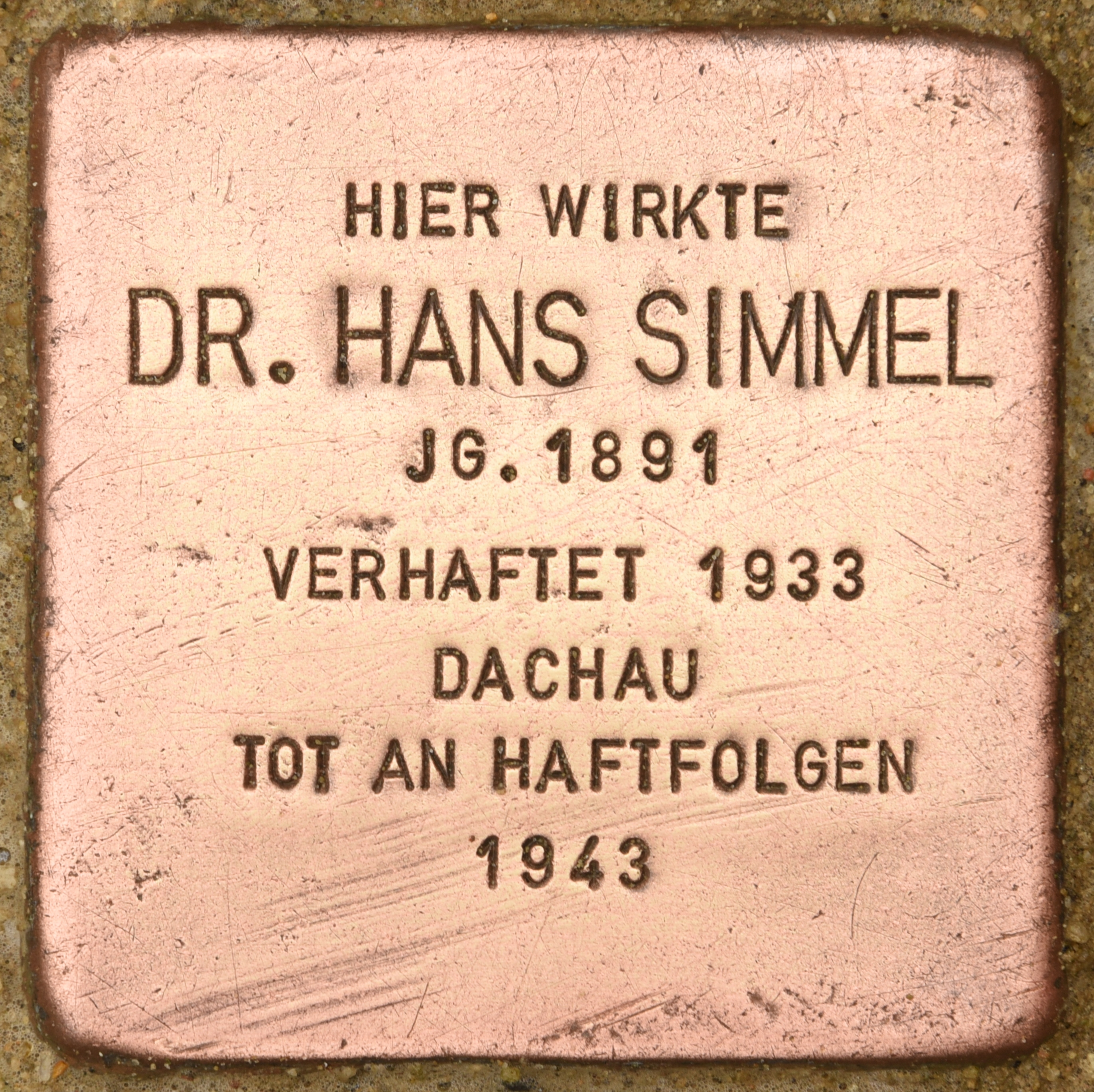
Stolperstein für Hans Simmel am Wald-Klinikum Gera

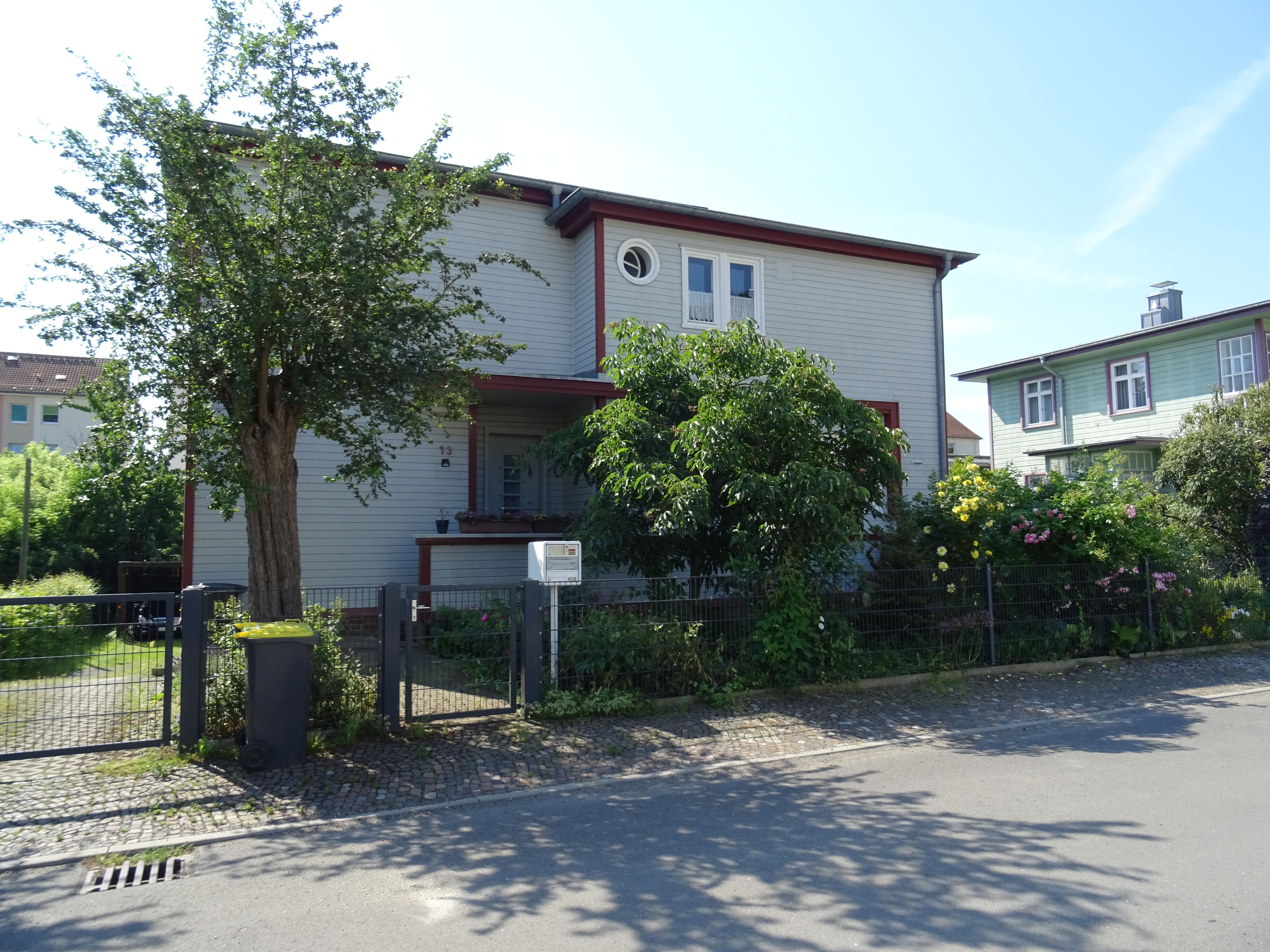
Wohnhaus Simmel von Thilo Schoder in Gera

Hans Eugen Simmel (* 6. April 1891 in Berlin; † 23. August 1943 in Colorado Springs, Colorado) war ein deutscher Mediziner und Hochschullehrer.

## Leben und Wirken
Hans Simmel, Sohn des deutschen Soziologen Georg Simmel und seiner Ehefrau Gertrud geb. Kinel, studierte nach seiner Reifeprüfung 1908 am Kaiser-Friedrich-Gymnasium in Berlin Medizin und zwar an den Universitäten Berlin, Würzburg und München. Nach seinem medizinischen Staatsexamen in Berlin 1913 promovierte er ein Jahr später (1914) an der Universität Berlin und erhielt seine Approbation als Arzt. Kurze Zeit arbeitete er 1914 als Assistent am Institut für Pharmakologie der Universität Heidelberg und war dann während des Ersten Weltkriegs im Sanitätsdienst tätig. Von 1919 bis 1920 arbeitete er als Assistent am Institut für Pathologie der Universität Jena, anschließend an der Medizinischen Universitätspoliklinik in Jena, wo er sich 1923 habilitierte. Von 1925 bis 1933 war Simmel nichtbeamteter außerordentlicher Professor für Innere Medizin an der Universität Jena.
Von 1928 bis 1933 war Simmel Chefarzt für Innere Medizin am Städtischen Krankenhaus Gera. Als Wohnsitz mit Privatpraxis in Gera (Vollersdorfer Straße 13) ließ er sich 1928/29 von Thilo Schoder ein heute denkmalgeschütztes Holzhaus im Stil der Neuen Sachlichkeit errichten. Er war Mitglied der Deutschen Demokratischen Partei (DDP), verließ die Partei aber, als sie 1930 in „Deutsche Staatspartei“ umfirmierte und nach rechts rückte.
Simmel war evangelisch getauft, aber jüdischer Herkunft. Bereits bei seinem Wechsel nach Gera, insbesondere jedoch nach Amtsantritt der Regierung Sauckel im August 1932, sah er sich deswegen antisemitischen Hetzkampagnen in der NSDAP-Presse ausgesetzt. Nach der Machtergreifung der Nationalsozialisten wurde er 1933 entlassen und für kurze Zeit verhaftet. Außerdem wurde ihm aufgrund des Berufsbeamtengesetzes (§ 4) die Lehrbefugnis entzogen. Bis zum Entzug seiner Approbation 1938 konnte er in Stuttgart in einer Privatpraxis arbeiten. Nach den Novemberpogromen 1938 wurde Simmel im KZ Dachau inhaftiert. 1939 gelang ihm die Flucht über die Schweiz nach Großbritannien. 1940 erfolgte seine Übersiedlung in die USA, wo er zunächst an einem Institut für Pathologie in Chicago arbeiten konnte, bis er 1941 die Laborleitung an einem Krankenhaus in Warren, Ohio übernehmen konnte. Er starb 1943 bei einem Aufenthalt in Colorado Springs und wurde, wie später auch seine Witwe, auf dem dortigen Evergreen Cemetery beigesetzt.
Simmel war mit der Ärztin Else geb. Rapp (1895–1964) verheiratet. Zu seinen vier Kindern gehört die deutsch-amerikanische Psychologin Marianne Leonore Simmel (1923–2010).

## Ehrungen
- Zu Ehren Hans Simmels wurde am 1. März 1991 die Prof.-Simmel-Straße in Gera benannt.[8]
- Das historische Hauptgebäude des heutigen Wald-Klinikums Gera aus dem Jahr 1920 wurde als „Haus Simmel“ benannt.
- Am 7. Oktober 2008 wurde für Hans Simmel am Wald-Klinikum Gera ein Stolperstein verlegt. 2014 wurde er innerhalb des Klinikgeländes umverlegt[6][9] und 2022 um einen Stein für die jüdische Assistenzärztin Erna Philipp (1900–1994), die spätere Ehefrau Otto Krayers, ergänzt.[10]

## Schriften
- Über Anaphylaxie und primäre Serumgiftigkeit. Dissertation Universität Berlin 1914.
- Über die Atresie der großen Gallenwege als echte Missbildung. In: Zentralblatt für allgemeine Pathologie, Bd. 32 (1922), S. 593–598.
- Die osmotische Resistenz der Erythrocyten. In: Deutsches Archiv für klinische Medizin, Bd. 142 (1923), S. 252–265 (= Habilitationsschrift Universität Jena).
- Untersuchungen an jungen Erythrocyten. In: Folia haematologica, Bd. 32 (1926), S. 97–101.
- Wirkliche und scheinbare Vererbung von Krankheiten (= Wissenschaft und Bildung, Bd. 271). Quelle & Meyer, Leipzig 1931.
- Auszüge aus den Lebenserinnerungen. In: Hannes Böhringer/Karlfried Gründer (Hrsg.): Ästhetik und Soziologie um die Jahrhundertwende. Georg Simmel (= Studien zur Philosophie und Literatur des neunzehnten Jahrhunderts, Bd. 27). Klostermann, Frankfurt/M. 1976, S. 247–268, ISBN 3-465-01107-4 (= Erinnerungen an seinen Vater Georg Simmel).